# Municipalité de Coneto de Comonfort
Coneto de Comonfort est une des 39 municipalités, de l'état de Durango au nord-ouest du Mexique. Le chef-lieu est le village de Coneto de Comonfort. La municipalité a une superficie de  1324,9 km².
En 2010, la municipalité a une population de 4 530 habitants, contre 4 309 habitants en 2005.
En 2010, le village de Coneto de Comonfort a une population de 858 habitants. 64 localités sont situées dans la municipalité dont les plus importantes sont (avec la population de 2010 entre parenthèses) : Nogales (1 117), classifiée rurale.